# Rainer Wald

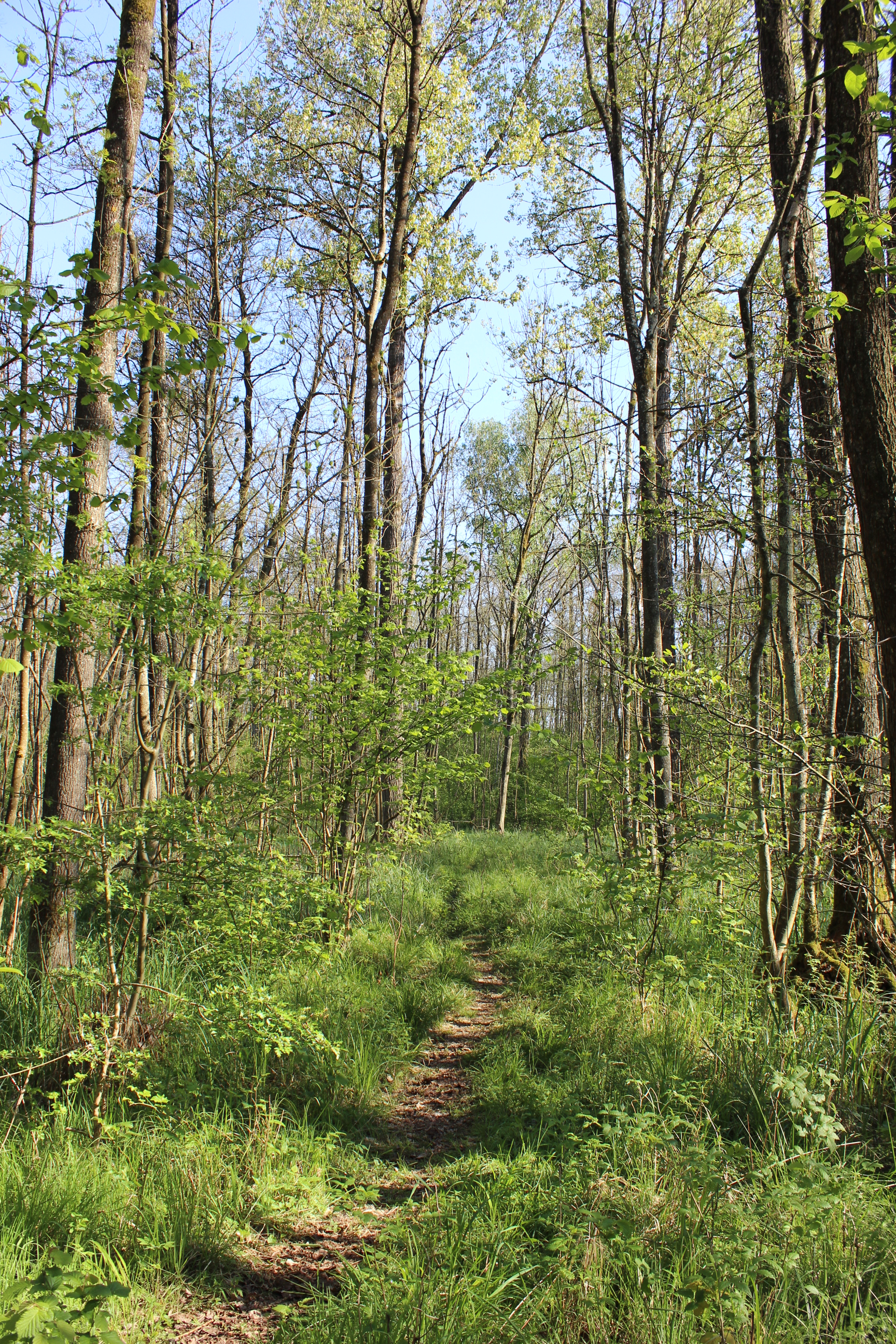
Bruchwald im Rainer Wald

Der Rainer Wald ist ein etwa 250 ha großer Auwald im Donautal zwischen Straubing und Regensburg auf dem Gebiet der Gemeinde Rain im 1.289 ha großen FFH-Gebiet (DE7040302) und EU-Vogelschutzgebiet Wälder im Donautal. Er gehört zu 23 Urwaldreliktartenstandorten in Bayern und zeichnet sich durch naturschutzfachlich sehr hochwertige Bestände an Alteichen und Sumpfwäldern im sonst waldarmen Dungau aus. Von 2005 bis 2012 erwarb der Landesbund für Vogelschutz in Bayern (LBV) etwa 240 ha Wald, um ihn zu erhalten und aufzuwerten.

## Lage
Der Rainer Wald liegt südlich der Donau im Mündungsgebiet der Großen- und Kleinen Laber in die Donau. Die Große Laber fließt westlich und nördlich am Rainer Wald vorbei, die Kleine Laber östlich. Südlich des Waldes verläuft die B8 und südlich davon liegt die Gemeinde Rain.

## Struktur und Flora

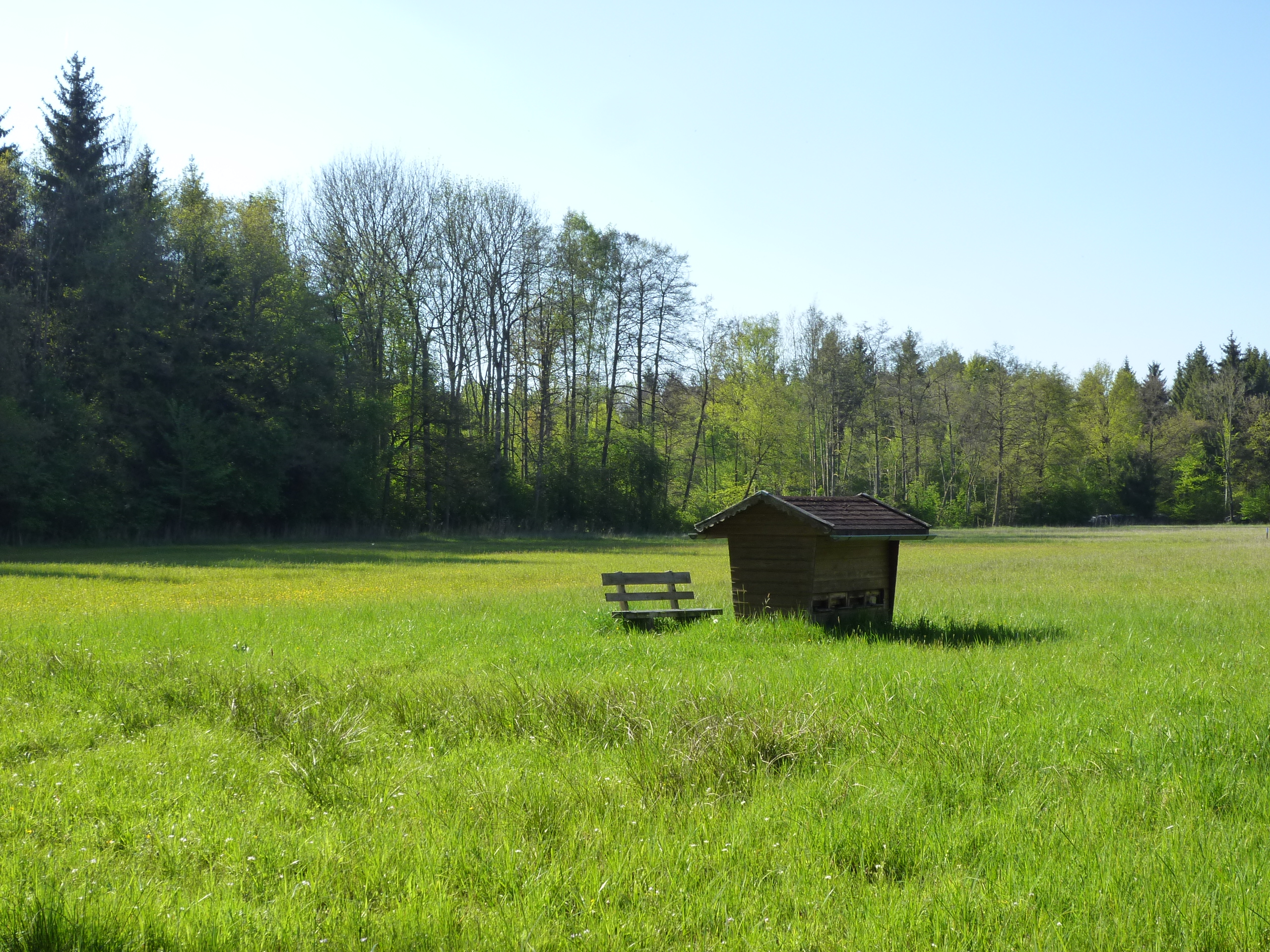
Feuchte Waldwiese

Durch die umliegenden Gewässer reicht der Grundwasserstand an vielen tieferliegenden Stellen im Wald bis zur Bodenoberfläche. Dort stehen bis zu 15 ha große Erlen-Bruchwälder, deren Bäume durch Stelzwurzeln Halt im weichen Untergrund finden. In den Bruchwäldern wachsen Walzen-Segge (Carex elongata), Gelbe Schwertlilie (Iris pseudacorus), Sumpffarn (Thelypteris palustris) und Wurmfarne (Dryopteris). In höher gelegenen Bereichen mit Erlen-Eschen-Auwäldern, in denen im Sommer das Grundwasser ein Meter unter Grund absinkt, wachsen Hohe Schlüsselblume (Primula elatior), Gewöhnliche Traubenkirsche (Prunus padus) und Flatterulme (Ulmus laevis). In noch höheren Bereichen stehen Eichen-Hainbuchen-Wälder mit Stieleiche (Quercus robus) – zum Teil 250 Jahre alt – Hainbuche (Carpinus betulus) und Winterlinde (Tilia cordata) als dritte natürliche Waldgesellschaft.
Im Forst gibt es mehrere Wiesen, deren größte die Reutwiese ist, und Lichtungen, auf denen besonders im Frühjahr eine arten- und blütenreiche Krautschicht mit Nickendem Perlgras (Melica nutans), Buschwindröschen (Anemone nemorosa), Maiglöckchen (Convallaria majalis) und Riesen-Schwingel (Festuca gigantea) zu finden ist. An lichten Stellen blüht die seltene Schwarze Teufelskralle.

### Gewässer
Der Rainer Wald ist durchzogen von vielen Gräben mit fließendem bis zu stehendem Wasser. Der Saubründelgraben, der größte Graben, entwässert den Wald von Süden nach Nordosten zur Großen Laaber. Stehende Gewässer gibt es von kleinen Tümpeln bis zu größeren Teichen wie dem Jägersee, die Teilweise mit den Gräben verbunden sind.
Die Biber, die im Rainer Wald aktiv sind, sorgen durch Aufstau an den Gräben an wechselnden Stellen für überschwemmte Bereiche im Auwald.

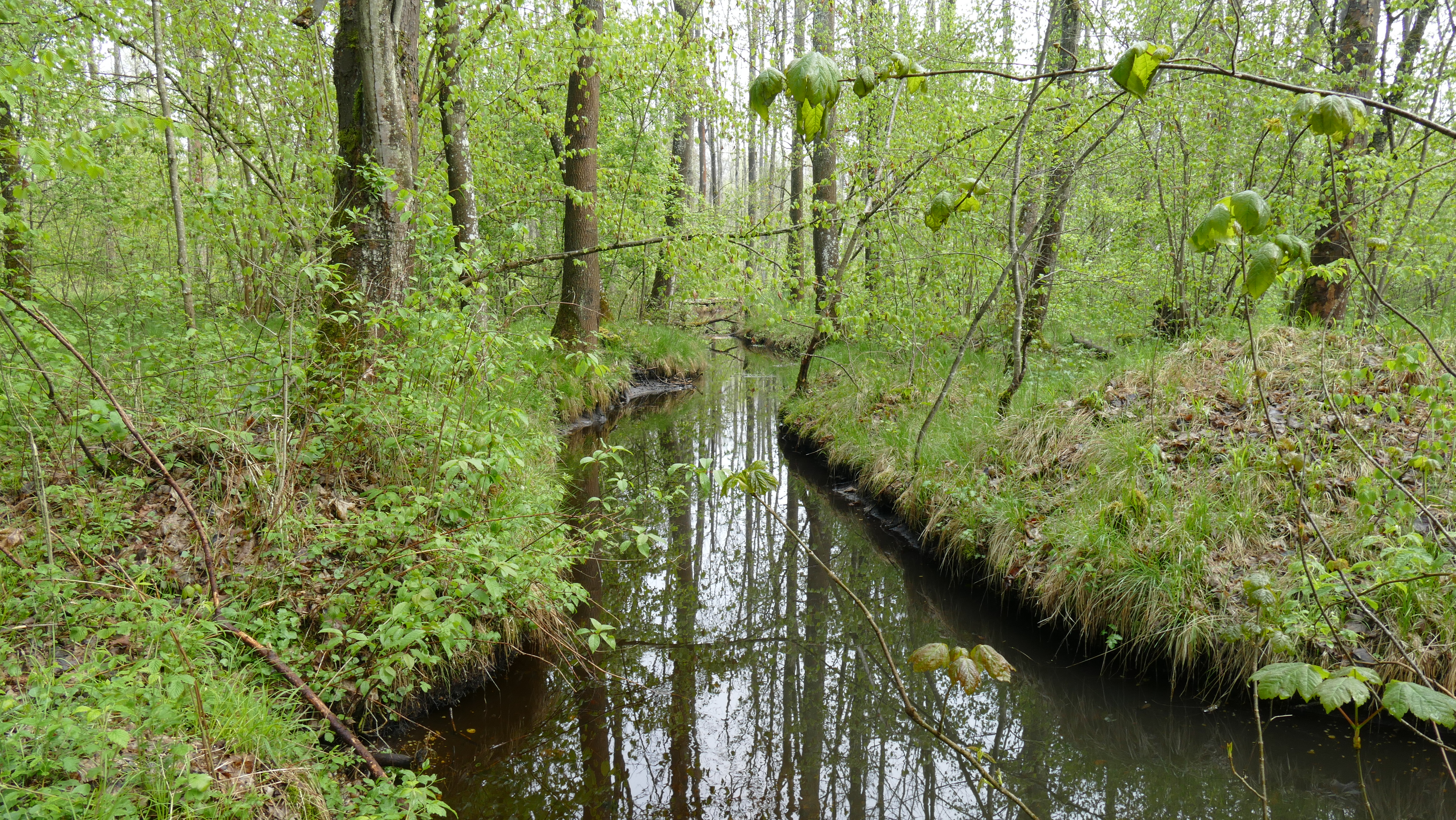
Der Saubründlgraben im Süden des Rainer Waldes
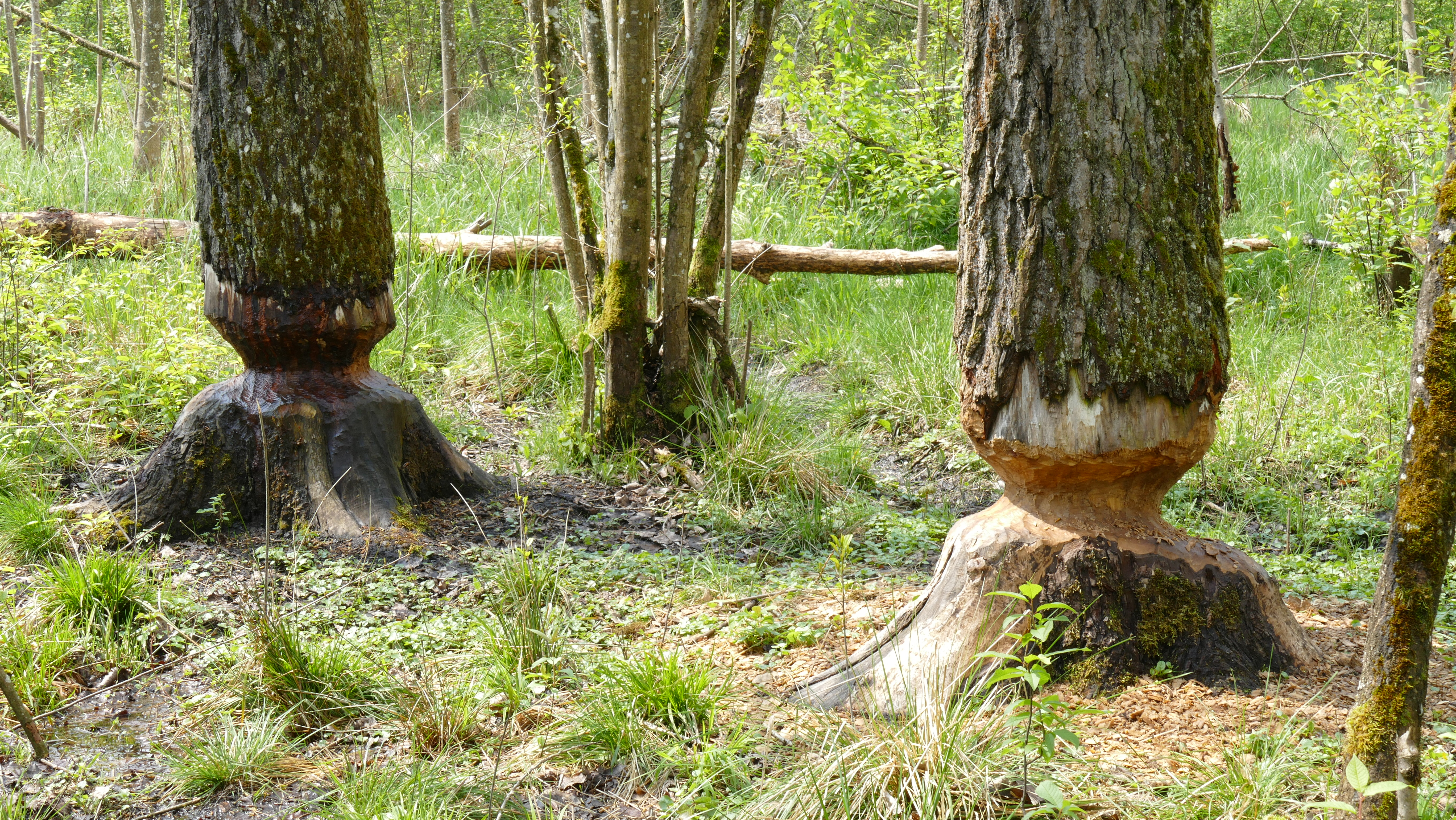
Vom Biber angenagte Bäume

## Fauna

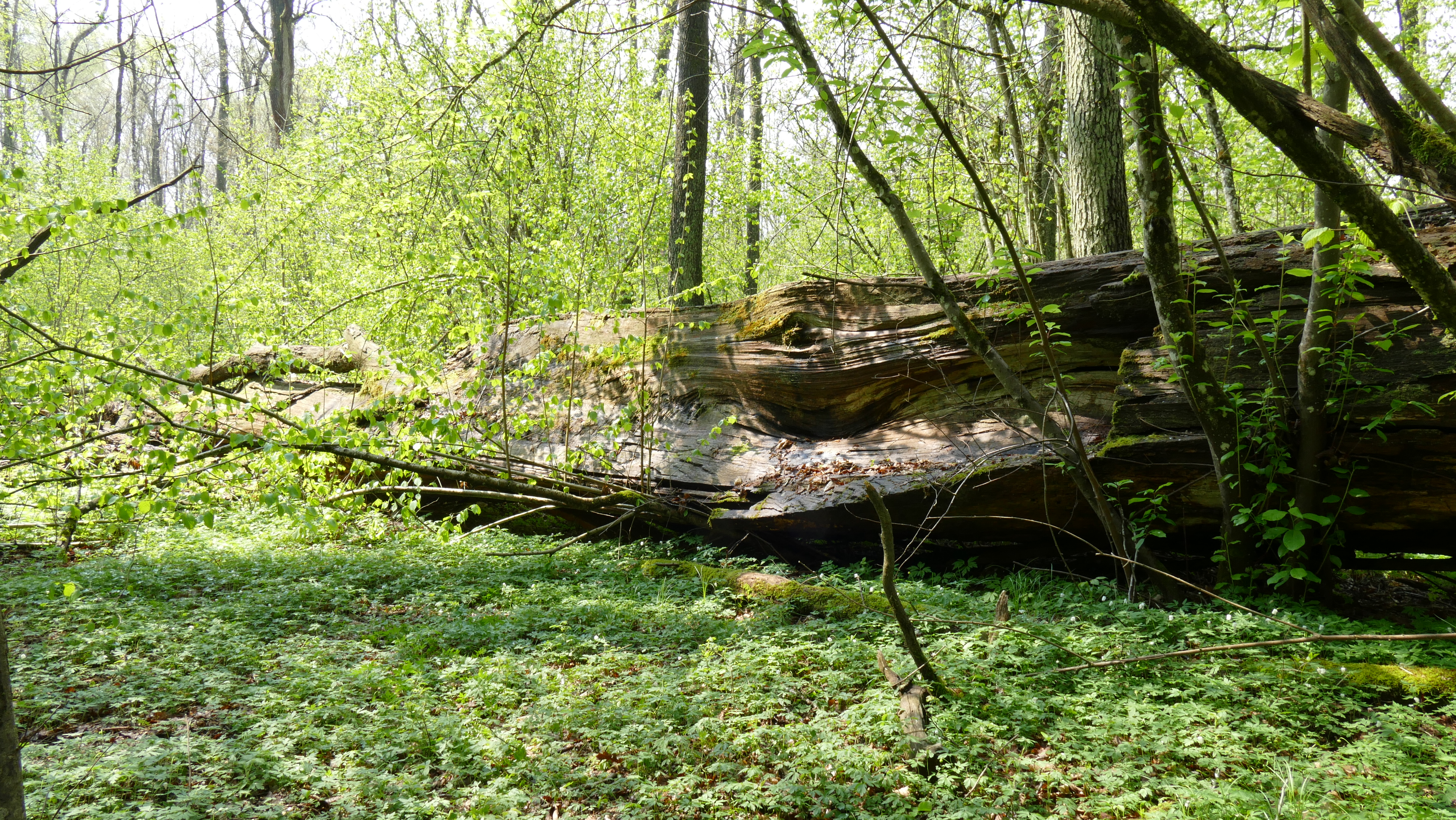
Die tote 'Soraya-Eiche' im Rainer Wald

Im Rainer Forst bieten alte Bäume mit ihren Astlöchern, Ritzen und abstehender Borke Lebensräume für viele Höhlen bewohnende Vogelarten und Fledermäuse. Es sind sechs heimische Spechtarten vertreten, darunter Schwarz- (Dryocopus martius), Klein- (Dryobates minor), Grau- (Picus canus) und Mittelspecht (Leiopicus medius).
Eine Besonderheit ist die nur etwa zwei Millimeter große Sumpfwindelschnecke (Vertigo antivertigo).
Die Insektenfauna wurde über mehrere Jahre erforscht, dabei konnten fast 1500 Arten nachgewiesen werden, darunter 25 Libellen-, 12 Heuschrecken-, 88 Wanzen-, 406 Käfer- und 395 Schmetterlingsarten.
Unter den Libellen befanden sich Glänzende Binsenjungfer (Lestes dryas), Fledermaus-Azurjungfer (Coenagrion pulchellum), Keilfleck-Mosaikjungfer (Aeshna isoceles), Gemeine Keiljungfer (Gomphus vulgatissimus), Grüne Flussjungfer (Ophiogomphus cecilia), Zweigestreifte Quelljungfer (Cordulegaster boltonii) und Südlicher Blaupfeil (Orthetrum brunneum).
Rote Liste-Arten unter den nachgewiesenen Wanzen sind die Uferwanze Chartoscirta cincta, die Weichwanzen Halticus major und Macrolophus rubi und die Raubwanze Geringelte Mordwanze (Rhynocoris annulatus).
Unter den Zikaden ist besonders die Moorerdzikade (Stroggylocephalus livens), Rote-Liste-Bayern-Art 1, hervorzuheben.

### Käfer
Der Rainer Wald ist für holzbewohnende (xylobionte) Käfer ein wichtiger Lebensraum. Durch den Nachweis der drei Urwaldreliktarten Feuerschmied (Elater ferrugineus) und Corticeus fasciatus, die an Eiche leben und dem Bluthalsschnellkäfer (Ischnodes sanguinicollis), der an Birke lebt, ist der Rainer Wald einer von 23 bedeutenden Urwaldreliktartenstandorten in Bayern. An Ulmen und Linden lebt der Kleine Ulmenprachtkäfer (Anthaxia manca), an Linden der Wimperhornbock (Exocentrus lusitanus), am Faulbaum der Zweipunktige Kreuzdornbock (Menesia bipunctata), an Weiden der Weiden-Linienbock (Oberea oculata) und der Moschusbock (Aromia moschata), an Heckenkirsche der Geißblatt-Linienbock (Oberea pupillata), an Hasel der Hasel-Linienbock (Oberea linearis), an Esche die Borkenkäfer Bunter Eschenbastkäfer (Hylesinus fraxini), Eschenbastkäfer (Hylesinus oleiperda) und Großer schwarzer Eschenbastkäfer (Hylesinus crenatus). Besonders viele Käferarten leben an der Stieleiche, darunter Hirschkäfer (Lucanus cervus), die Bockkäfer Schwarzer Buchtschienenbock (Stenocorus quercus), Eichen-Zangenbock (Rhagium sycophanta), Zierlicher Widderbock (Xylotrechus antilope) und Hornissenbock (Plagionotus detritus) und der Schnellkäfer Ampedus nigerrimus.
In Mulmhöhlen leben die Larven des Bronzegrünen Rosenkäfers (Protaetia lugubris), Bluthalsschnellkäfers und Feuerschmieds, in Baum- und Spechthöhlen lebt der Große Rosenkäfer (Protaetia aeruginosa). Der Rotbeinige Diebskäfer (Ptinus rufipes) lebt bei Wildbienen in alten Insektenbohrlöchern und die Larven des Hornissenkäfers (Velleius dilatatus) entwickeln sich in Hornissennestern. Eine weitere Rarität ist Anemadus strigosus, dessen Larven bei der Braunen Wegameise Lasius brunneus in morschem Eichenholz leben.

### Schmetterlinge
Unter den 396 nachgewiesenen Schmetterlingen sind 23 Arten typisch für Auwälder und 14 für Feuchtbiotope. Von den 27 vorkommenden Tagfalterarten sind Kleiner Würfel-Dickkopffalter (Pyrgus malvae), Grüner Zipfelfalter (Callophrys rubi), Pflaumen-Zipfelfalter (Satyrium pruni), Großer Fuchs (Nymphalis polychloros) und Kleiner Schillerfalter (Apatura ilia) charakteristisch für den Lebensraum und in den Roten Listen von Bayern oder Deutschland gelistet.
Die größte Gruppe unter den Schmetterlingen stellen die Eulenfalter (Noctuidae) mit 133 Arten, gefolgt von den Kleinschmetterlingen mit 119 Arten. Davon stehen Sumpfgras-Spannereule (Macrochilo cribrumalis), Großes Eichenkarmin (Catocala sponsa), Rotbraune Ulmeneule (Cosmia affinis) und Wasserschwaden-Röhrichteule (Phragmatiphila nexa) auf der Roten Liste für Bayern und Erlen-Pfeileule (Acronicta cuspis) und Vierpunkt-Flechtenbärchen (Lithosia quadra) auf der Roten Liste für Deutschland.
Von den Spannern (Geometridae) sind 96 Arten und von den Eulenspinnern und Sichelflüglern (Drepanidae) 10 nachgewiesen. Typische Bewohner unterwuchsreicher Auwälder sind der Stachelbeerspanner (Abraxas grossulariata) (Rote Liste Bayern 2, Deutschland 3) und der Silberweiße Kleinspanner (Scopula nemoraria), der in Bayern und Deutschland vom Aussterben bedroht ist (RL 1).
Unter den Kleinschmetterlingen ist die Rote-Liste-1-Art Acleris kochiella aus der Familie der Wickler (Tortricidae) eine Besonderheit. Weiter konnte mit dem Schlehen-Gespinstschlauchzünsler (Acrobasis suavella), Pseudotelphusa scalella, dem Weißfleck-Traubenkirschwickler (Hedya dimidiana), Eccopisa effractella, dem Breitflügeligen Schilfzünsler (Chilo phragmitella), Donacaula forficella, Udea nebulalis und dem Hainbuchenzünsler (Agrotera nemoralis) sieben Arten der Vorwarnstufe nachgewiesen werden.

## Pflege
Im Rahmen eines Projektes mit der Deutschen Bundesstiftung Umwelt (DBU) werden naturferne Fichtenmonokulturen schonend in standorteinheimische Laubwälder umgewandelt, seltene Baumarten und Stauden gefördert und der Wasserhaushalt der Sumpfwälder renaturiert. Durch das Entfernen von standortfremden Bäumen und Sträuchern sind weitere lichte Stellen entstanden. Die Roteichen (Quercus rubra), Bastard-Schwarz-Pappeln (Populus ×canadensis) und Balsam-Pappeln (Populus balsamifera) werden entfernt und Flatterulmen (Ulmus laevis), Stieleichen (Quercus robur), Winterlinden (Tilia cordata) und Hainbuchen (Carpinus betulus) gepflanzt. An den Weg- und Waldrändern werden Pfaffenhütchen (Euonymus europaeus), Vogelbeere (Sorbus aucuparia), Schwarzer Holunder (Sambucus nigra) und Eingriffeliger Weißdorn (Crataegus monogyna) gepflanzt. Die invasive Spätblühende Traubenkirsche (Prunus serotina) wird konsequent entfernt. Um die Wiesen offen zu halten, werden sie extensiv bewirtschaftet, das heißt meist nur einmal im Jahr gemäht. Der Japanische Staudenknöterich (Fallopia japonicainvasive), ein invasiver Neophyt, wird durch häufige Mahd zurückgedrängt. Eine kleinere Kiesabbaustelle wird der natürlichen Sukzession überlassen.
Seltene Stauden sollen durch Anzucht und Ausbringung gefördert werden. Geplant und teilweise umgesetzt ist dies für die Sibirische Schwertlilie (Iris sibirica), Trollblume (Trollius europaeus), Sumpf-Wolfsmilch (Euphorbia palustris), Sumpf-Platterbse (Lathyrus palustris) und Pimpernuss (Staphylea pinnata).

## Erschließung
Zugang zum Forst ist von mehreren Zugängen von der B8 aus möglich. Es führen mehrere gut ausgebaute Forstwege durch den Wald, ein Waldlehrpfad führt durch den westlichen Teil des Waldes.

### Belege
1. ↑  Bundesamt für Naturschutz, Steckbriefe der Natura 2000 Gebiete 7040-302 Wälder im Donautal (FFH-Gebiet und EU-Vogelschutzgebiet)
2. ↑  Christian Sebald: Rainer Wald in Niederbayern - Ein Wald wie aus dem Märchenbuch. In: sueddeutsche.de. 29. November 2024, abgerufen am 30. November 2024.
3. ↑  www.entomologie.de Ischnodes sanguinicollis (PANZ.)
4. 1 2  Bericht BayernNetzNatur-Projekt „Rainer Wald“, Biotopentwicklungsmaßnahmen ML 1G/07 EU (2007/2008)
5. ↑  Bericht Waldumbaumaßnahmen und Biotopentwicklung im Rainer Wald-Natura2000 Gebiet "Wälder im Donautal" ML 9G/2008 EU (2008/2009)